# ETC (chaîne de télévision chilienne)
Pour les articles homonymes, voir ETC (homonymie).
ETC (Anciennement connu sous Etc TV) est un réseau de télévision privé du Chili. Il a commencé ses émissions le 1er août 1996. Son programme est entièrement basé sur la question de l'Anime, aussi il a ses propres programmes.

## Émissions

### Actuels
- Eres mi estrella
- Digimon : Digital Monsters
- Free to Play
- Willow Town
- One Piece
- Black Clover
- Mazinger Z
- Kiba
- Power Rangers : Zeo
- El hombre de la princesa
- Mi amor de las estrellas
- Digimon 4
- Mikami, la cazafantasmas
- Fullmetal Alchemist Brotherhood
- Yuri on Ice
- Rokka no yūsha
- ¡Están Arrestados!

Bientôt
- Digimon 02
- Slam Dunk
- Saint Seiya
- Dr Slump

### Finis

#### Anime
- Inu-Yasha
- Yu-Gi-Oh!
- Yu-Gi-Oh! GX
- Yu-Gi-Oh! 5D's
- Yu-Gi-Oh! Zexal
- Ranma ½
- Dragon Ball
- Dragon Ball Z
- Dragon Ball GT
- Dragon Ball Z Kai
- Naruto
- Naruto Shippuden
- Bleach
- Gintama
- Saint Seiya Hades
- Saint Seiya Omega
- Super Campeones
- Super Campeones: Camino al mundial
- Astroboy
- B't X
- B-Daman Crossfire
- Black Jack
- Bubblegum Crisis: Tokyo 2040
- Chibi Maruko-chan
- Corrector Yui
- Shin-chan
- Death Note
- Détective Conan
- Digimon 03
- Doraemon
- Dr Slump
- Duel Masters
- Fullmetal Alchemist
- El barón rojo
- Espíritu de Lucha
- Eyeshield 21
- Gun Frontier
- Barom one
- Gundam Wing
- Gulliver Boy
- Historias de fantasmas
- Hungry Heart
- Heroman
- Cazador X
- Kaleido Star
- Kenichi
- Kids on the Slope
- Kinnikuman
- GeGeGe no Kitarō
- La espada sagrada
- La guerra de Sakura
- Las guerreras mágicas
- La magia de Zero
- Escaflowne
- Wild 7
- Los justicieros
- Lupin III
- Magic Kaito 1412
- Mars, el exterminador
- Mazinger Z: Edición impacto
- Musumet: Las justicieras
- Nube
- One Punch Man
- Orphen
- Pokemon
- Pokemon: Advanced Generation
- Pokemon: Diamond and Pearl
- Princess Jellyfish
- Robotech
- Robotics;Notes
- Sailor Moon
- Cardcaptor Sakura
- Yamada-kun and the Seven Witches
- Schwarzesmarken (Muv-Luv)
- Shaman King
- Super Submarino 99
- Super Once
- Tenkai Knights
- El príncipe del tenis
- Toriko
- Voltron
- Yaiba
- YAT
- Zenki
- Cosmo Warrior Zero
- Zoids
- All Out!!
- Ultraseven X

#### Séries sud-coréennes
- Big
- Descendientes del sol
- Dream High
- Dream High 2
- El príncipe del café
- El sanador
- Las dos madres
- Los productores
- Un hombre inocente
- Love in the Moonlight
- Mary está fuera por la noche